# Ernst Friedrich Karl Müller
Ernst Friedrich Karl Müller (bekannt auch als E. F. Karl Müller, E. F. K. Müller oder einfach als Karl Müller; * 27. Juli 1863 in Mühlstedt (heute Stadtteil von Dessau-Roßlau), Herzogtum Anhalt; † 20. Mai 1935 in Erlangen) war ein deutscher evangelisch-reformierter Pfarrer und Theologe. Über Jahrzehnte lehrte er an der Universität Erlangen.

## Leben und Werk
Müller, der jüngste Sohn des Mühlenbesitzers Johann Peter Müller, studierte nach dem Besuch der Gymnasien in Zerbst und Köthen ab 1882 Evangelische Theologie und Philosophie an den Universitäten in Tübingen und Halle. Nach dem ersten theologischen Examen wurde er 1886 Kreishilfsprediger in Ballenstedt im Harz. Hier wandte er sich vom lutherischen dem reformierten Bekenntnis zu, das er in der unierten anhaltinischen Landeskirche bedroht sah. Dank eines Stipendiums konnte er 1887 zu weiteren Studien nach Halle zurückkehren, wo er 1888 die Stelle des Inspektors am Tholuck-Konvikt erhielt. 1891 wurde er aufgrund einer Dissertation zur Theologie des Paulus zum Lic. theol. promoviert und habilitierte sich für das Fach Neues Testament. Schon im nächsten Jahr erhielt er einen Ruf an die Universität Erlangen als außerordentlicher Professor. 1896 zum Inhaber des Lehrstuhls für reformierte Theologie ernannt, lehrte er dort noch über seine Emeritierung im Jahr 1934 hinaus. Im akademischen Jahr 1902/1903 amtierte er als Prorektor (Rektor war bis 1918 stets der bayerische König).
Von 1898 bis 1911 war Müller zugleich Pfarrer der deutsch-reformierten Gemeinde in Erlangen und von 1906 bis zu seinem Tod Präses der reformierten Synode in Bayern. In dieser Eigenschaft war er hauptverantwortlich für die Verselbständigung der Gemeinden zur Evangelisch-reformierten Kirche in Bayern nach dem Ende des landesherrlichen Kirchenregiments 1918.
Müllers Veröffentlichungen waren anfangs vor allem neutestamentlichen Themen gewidmet. Später konzentrierte er sich auf die vergleichende Konfessionskunde (Symbolik, vergleichende Darstellung der christlichen Hauptkirchen nach ihrem Grundzuge und ihren wesentlichen Lebensäußerungen, 1896) und auf die Geschichte der reformierten Kirchen. Hier waren besonders seine Editionen (Die Bekenntnisschriften der reformierten Kirche, 1903, Calvins Bibelauslegungen in 14 Bänden, 1901–1919, sowie eine deutsche Auswahlausgabe von dessen Institutio Christianae Religionis, 1909) von bleibendem Wert. Daneben veröffentlichte er auch apologetische Schriften (z. B. Altgläubige und moderne Gläubige, 1894, Christentum und Monismus, 1906) sowie Kriegspredigten. In einem Aufsatz von 1897 sprach er sich gegen die Vorherrschaft des Eisenacher Regulativs im evangelischen Kirchenbau aus und plädierte stattdessen für funktionale gemeindegerechte Bauten, wie sie von dem damals noch wenig bekannten Architekten Otto March entworfen wurden.
Neben seinen akademischen und kirchlichen Ämtern übte Müller zahlreiche Ehrenämter aus. Von 1894 bis 1899 war er Schriftleiter der vom Reformierten Bund herausgegebenen Reformierten Kirchenzeitung. Als Mitglied der Deutschnationalen Volkspartei gehörte er von 1919 bis 1926 dem Erlanger Stadtrat an.
Aus der 1892 mit Jenny Winkelmann geschlossenen Ehe gingen vier Kinder hervor.

## Ehrungen
- 1902: Theologische Ehrendoktorwürde der Universität Halle
- 1905: Verdienstorden vom Heiligen Michael 4. Klasse
- 1918: Geheimer Hofrat
- 1929: Bayerischer Geheimer Rat